# National Association for the Advancement of Colored People
National Association for the Advancement of Colored People (zkráceně NAACP, doslova Národní asociace pro povznesení barevných lidí) je lidskoprávní organizace ve Spojených státech amerických, která se tradičně zaměřuje na obranu práv Afroameričanů. Jejím cílem je zajistit všem lidem rovná práva v politice, vzdělávání, ekonomické a sociální oblasti a odstranit rasovou diskriminaci. Hlavním sídlem NAACP je Baltimore ve státě Maryland. Dnes má zhruba tři sta tisíc členů.[zdroj?]
Byla založena 12. února 1909, kdy sousloví barevní lidé patřilo mezi slušnější označení pro Afroameričany, původní obyvatele amerického kontinentu a další lidi s jinou než bílou barvou pleti. Dnes se organizace názvu drží spíše z tradice.
Organizaci založila skupina lidí, ve které byli bílí obyvatelé i lidé afroamerického původu (Mary White Ovington, W. E. B. Du Bois, Ida B. Wells, Mary Church Terrell a další), v reakci na rozšířené násilí na černošském obyvatelstvu. Bezprostředním podnětem k tomu byla událost ze srpna 1908 ve Springfieldu v Illinois, kdy několik tisíc bělošských obyvatel zaútočilo na černošskou komunitu.
NAACP vznikala odspodu jako grassrootová organizace s masovým členstvím a místními skupinami po celé zemi, které přispěly k vysoké míře občanské angažovanosti mezi afroamerickým obyvatelstvem. Vystupovala proti lynčování a proti rasové segregaci, bojovala za občanská a politická práva prostřednictvím právních bitev, masových protestů i zveřejňování statistik.